# JUNGLE JANE
『JUNGLE JANE』（ジャングル・ジェーン）は、日本のギタリストである高中正義が1986年7月2日にリリースした13枚目のオリジナルアルバムである。

## 解説
前作『TRAUMATIC 極東探偵団』から1年ぶりのオリジナルアルバムで、レコーディングにシーラ・Eや坂本龍一が参加している。
レコードの帯に「TBS系ドラマ『お坊っチャマにはわかるまい!』劇中BGM」と記載されているが、のちに発売されたCDなどにはこの様な記載は一切されていない。

## 批評
『CDジャーナル』は、「ジャングルというタイトル通りのホットなサウンドに、のびのびと気持ちの良い高中のギターが鳴ると、もう南の島気分。洗練されたアレンジが都会的なムードも醸し出す高中サウンド健在。」と批評した。

## 収録曲

### A面
| #         | タイトル              | 作詞       | 作曲      | 編曲                            | 時間  |
| --------- | --------------------- | ---------- | --------- | ------------------------------- | ----- |
| 1.        | 「JUNGLE JANE」       | リリカ新里 | 高中正義  | 高中正義                        | 5:41  |
| 2.        | 「EXOTICA」           |            | 高中正義  | 高中正義                        | 3:58  |
| 3.        | 「WARM SUMMER WOMAN」 |            | 高中正義  | 高中正義                        | 3:35  |
| 4.        | 「SHAKE IT」          | リリカ新里 | 高中正義  | 高中正義 ホーンアレンジ: 森村献 | 5:12  |
| 5.        | 「ILLUSION」          | リリカ新里 | 高中正義  | 高中正義                        | 4:59  |
| 合計時間: | 合計時間:             | 合計時間:  | 合計時間: | 合計時間:                       | 23:25 |

### B面
| #         | タイトル                | 作詞         | 作曲               | 編曲                                    | 時間  |
| --------- | ----------------------- | ------------ | ------------------ | --------------------------------------- | ----- |
| 1.        | 「SONNA BAHAMA!」       |              | 高中正義・坂本龍一 | 坂本龍一                                | 4:56  |
| 2.        | 「BAY STREET FIX」      | Jeff Brown   | 高中正義           | 高中正義                                | 5:36  |
| 3.        | 「WHEN YOU'RE NEAR ME」 | Joey Carbone | 高中正義           | 高中正義 ボーカルアレンジ: Joey Carbone | 5:45  |
| 4.        | 「RA-KU-DA」            |              | 高中正義           | 高中正義                                | 5:29  |
| 合計時間: | 合計時間:               | 合計時間:    | 合計時間:          | 合計時間:                               | 21:46 |

## 楽曲解説

### A面
1. JUNGLE JANE
  - アルバムタイトル曲。7インチレコード盤「SHAKE IT」のB面曲。
2. EXOTICA
3. WARM SUMMER WOMAN
  - 1986年11月1日にシングルカットされ、薬師丸ひろ子が出演した東芝ビデオ DIGITAL・Hi-FiのCMソングに起用された。
4. SHAKE IT
  - 先行シングル。とんねるず主演のTBS系ドラマ『お坊っチャマにはわかるまい!』の挿入曲に起用され、1986年3月31日に、12インチシングルとして再リリースされた。
5. ILLUSION
  - 前年に発売されたシングル「エピダウロスの風」のB面曲。この曲も、薬師丸ひろ子が出演した東芝Hi-FiビデオのCMソングに起用された。

### B面
1. SONNA BAHAMA!
  - 元YMOのメンバーで、高中の過去の作品に参加した経験のある坂本龍一との共作楽曲。タイトルは、バハマと「そんなバカな」とかけている。
2. BAY STREET FIX
3. WHEN YOU'RE NEAR ME
  - 12インチレコード盤「SHAKE IT」のB面曲。のちに、シングル「WARM SUMMER WOMAN」のB面に再び収録された。
4. RA-KU-DA

## 参加ミュージシャン
- Guitars：高中正義
- Synthesizers(Program & Perform)：高中正義, 坂本龍一(Side-B:#1)
- Vocals and Voices：Eve(Side-A:#1,#4,#5/Side-B:#2), Oren, Luther & Maxine Waters(Side-B:#1,#3), Joey Carbone(Side-B:#1), 高中正義(Side-A:#1)
- Percussion：シーラ・E(Side-A:#4), 木村誠(Side-A:#2/Side-B:#2)
- Horn：I,Kanezaki, K.Saito & S.Fuchino(Side-A:#4)
- Tambourine Solo：シーラ・E
- Sax Solo：坂本龍一(Side-B:#1)
- Piano Solo：森村献(Side-A:#4)